# داستان‌های ناگفتنی
داستان‌های ناگفتنی (اسپانیایی: Historias para no contar‎) یک مجموعه تلویزیونی اسپانیایی است که در سال ۲۰۲۲ منتشر شد. این سریال، پنج داستان مختلف در مورد روابط فردی شخصیت‌های آن را دنبال می‌کند.

## گزیدهٔ بازیگران
- الکس برندمول[۳]
- آنا کاستی‌یو[۳]
- خوزه کرونادو[۴]
- چینو دارین[۴]
- آنتونیو د لا توره[۳]
- ورونیکا اچگی[۴]
- کیم گوتیه‌رس[۴]
- الکساندرا خیمنس[۳]
- ماریا لئون[۳]
- نورا ناباس[۴]
- ماریبل وردو[۳]
- خاویر کامارا[۴]
- خاویر ری[۴]

## جوایز
| سال  | جایزه                      | رده                        | نامزدی(ها)   | نتیجه    | منبع  |
| ---- | -------------------------- | -------------------------- | ------------ | -------- | ----- |
| ۲۰۲۳ | پانزدهین دورهٔ جوایز گائودی | بهترین بازیگر نقش مکمل زن  | آنا کاستی‌یو  | نامزدشده | [ ۵ ] |
| ۲۰۲۳ | پانزدهین دورهٔ جوایز گائودی | بهترین بازیگر نقش مکمل مرد | الکس برندمول | برنده    | [ ۵ ] |